# 2010 en mathématiques
Cet article présente les faits marquants de l'année 2010 en mathématiques.

## Prix
- Prix de mathématiques Maurice-Audin : Boumediene Abdellaoui (d) et Emmanuel Trélat
- Prix Abel en mathématiques : John Tate
- Médaille Fields (mathématiques) : Cédric Villani, Ngô Bảo Châu, Elon Lindenstrauss, Stanislav Smirnov

## Décès
- 7 janvier : Carlo Cercignani (né en 1939), mathématicien italien.
- 29 janvier : Eckart Viehweg (né en 1948), mathématicien allemand.
- 22 mars : Ky Fan (né en 1914), mathématicien américain d'origine chinoise.
- 21 avril : Herbert Federer (né en 1920), mathématicien américain d'origine autrichienne.
- 4 mai : Gérard Rauzy (né en 1938), mathématicien français.
- 11 mai : Imre Tóth (né en 1921), philosophe, mathématicien et historien des sciences roumain.
- 13 mai : Paul Garabedian (né en 1927), mathématicien américain.
- 20 mai : Walter Rudin (né en 1921), mathématicien américain.
- 22 mai : Martin Gardner (né en 1914), écrivain américain sur les mathématiques et les jeux.
- 3 juin :
  - Vladimir Arnold (né en 1937), mathématicien russe.
  - Paul Malliavin (né en 1925), mathématicien français.
- 21 juin : George H. Mealy (né en 1927), mathématicien américain.
- 2 juillet : Carl Adam Petri (né en 1926), mathématicien et informaticien allemand.
- 6 juillet : Jacques Bouteloup (né en 1918), mathématicien français.
- 8 juillet : Gerhard Hochschild (né en 1915), mathématicien américain.
- 29 juillet : Nicolae Popescu (né en 1937), mathématicien roumain.
- 30 juillet : Chien Wei-zang (né en 1912), physicien et mathématicien appliqué chinois.
- 20 août : Michelle Schatzman (née en 1949), mathématicienne française.
- 31 août : Nigel Kalton (né en 1946), mathématicien britannique.
- 4 septembre : Michel Parreau (né en 1923), mathématicien français.
- 21 septembre : Jerrold Marsden (né en 1942), mathématicien canadien.
- 14 octobre :
  - Wilhelm Klingenberg (né en 1924), mathématicien allemand.
  - Benoît Mandelbrot (né en 1924), mathématicien franco-américain.
- 28 octobre : Bernard Roy (né en 1934), mathématicien français.
- 31 octobre : John Selfridge (né en 1927), mathématicien américain.
- 2 novembre : Enrico Magenes (né en 1923), mathématicien italien.
- 6 novembre : Peter Hilton (né en 1923), mathématicien britannique.
- 26 novembre : Zofia Szmydt (née en 1923), mathématicienne polonaise.
- 3 décembre : Cora Sadosky (née en 1940), mathématicienne argentine.
- 25 décembre : Gavin Brown (né en 1942), mathématicien australien d'origine écossaise.